# Lepidaria quadriflora
Lepidaria quadriflora är en tvåhjärtbladig växtart som beskrevs av Van Tiegh.. Lepidaria quadriflora ingår i släktet Lepidaria och familjen Loranthaceae. Inga underarter finns listade i Catalogue of Life.